# Euphorbia bubalina
Euphorbia bubalina ist eine Pflanzenart aus der Gattung Wolfsmilch (Euphorbia) in der Familie der Wolfsmilchgewächse (Euphorbiaceae).

## Beschreibung
Die sukkulente Euphorbia bubalina bildet Sträucher bis in 1,30 Meter Höhe aus und besitzt einen starken, manchmal verzweigten Stamm. Die Zweige sind gemustert mit 15 Millimeter langen und 9 Millimeter breiten, undeutliche Warzen, die spiralig angeordnet sind. Die lanzettlichen und sitzenden Blätter werden bis 10 Zentimeter lang und 2,5 Zentimeter breit.

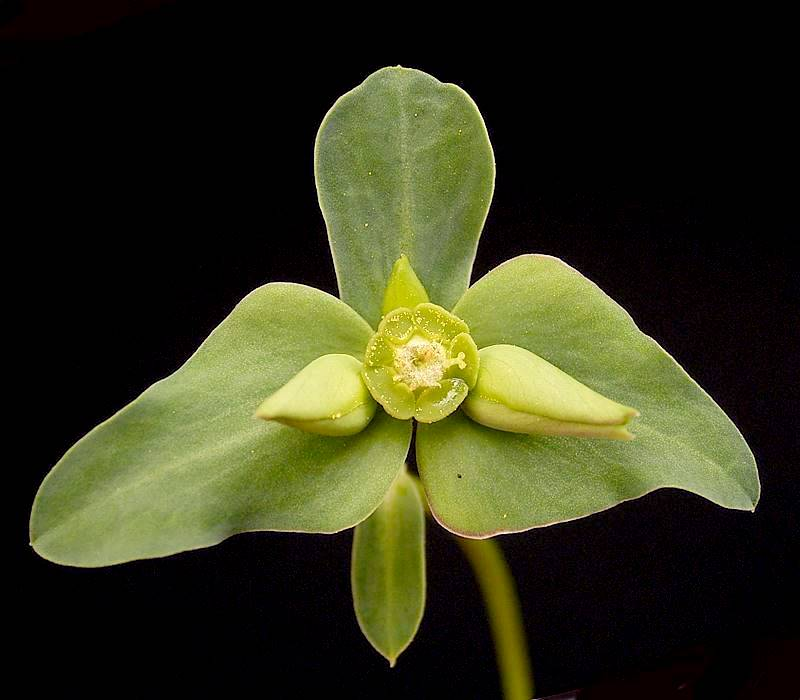
Blüte
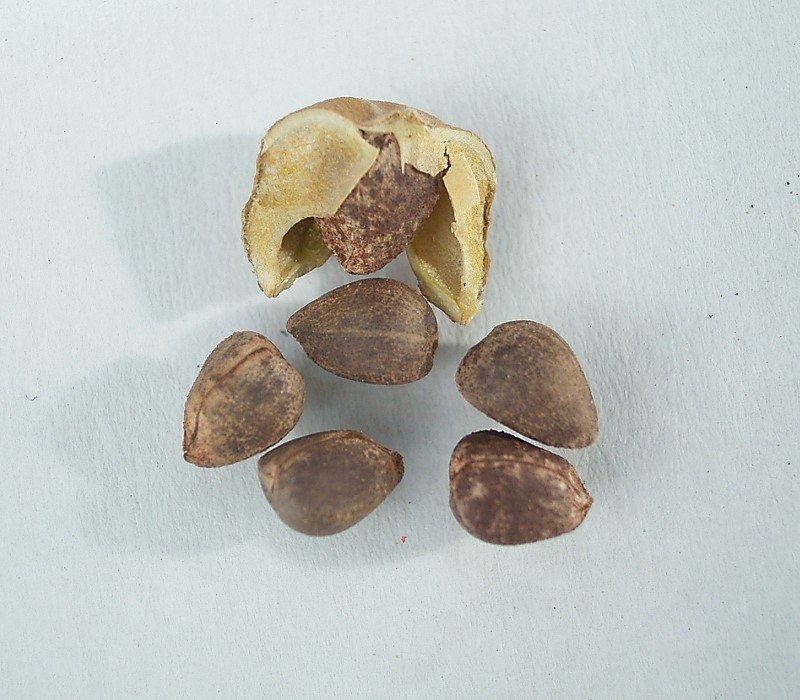
Geöffnete Frucht mit Samen

Der Blütenstand besteht aus ein- bis zweifach gegabelten Cymen, die in zwei- bis dreistrahligen Dolden stehen. Die langlebigen Blütenstandstiele werden bis 12 Zentimeter lang und sind mit ein bis zwei unfruchtbaren Tragblättern besetzt. Die Strahlen werden bis 3,5 Zentimeter lang. Die Tragblätter der Blütenhülle sind dreieckig und bis 2,5 Zentimeter lang und 1,5 Zentimeter breit. Die Cyathien werden bis 5 Millimeter groß und die länglichen Nektardrüsen stoßen aneinander. Die kugelförmige Frucht ist sitzend und wird etwa 8 Millimeter groß. Sie enthält eiförmige Samen mit einer nahezu glatten Oberfläche.

## Verbreitung und Systematik
Euphorbia bubalina ist in der südafrikanischen Provinz Ostkap verbreitet.
Die Erstbeschreibung der Art erfolgte 1860 durch Pierre Edmond Boissier. Ein Synonym ist Euphorbia laxiflora Kuntze (1891).